# Kotlet

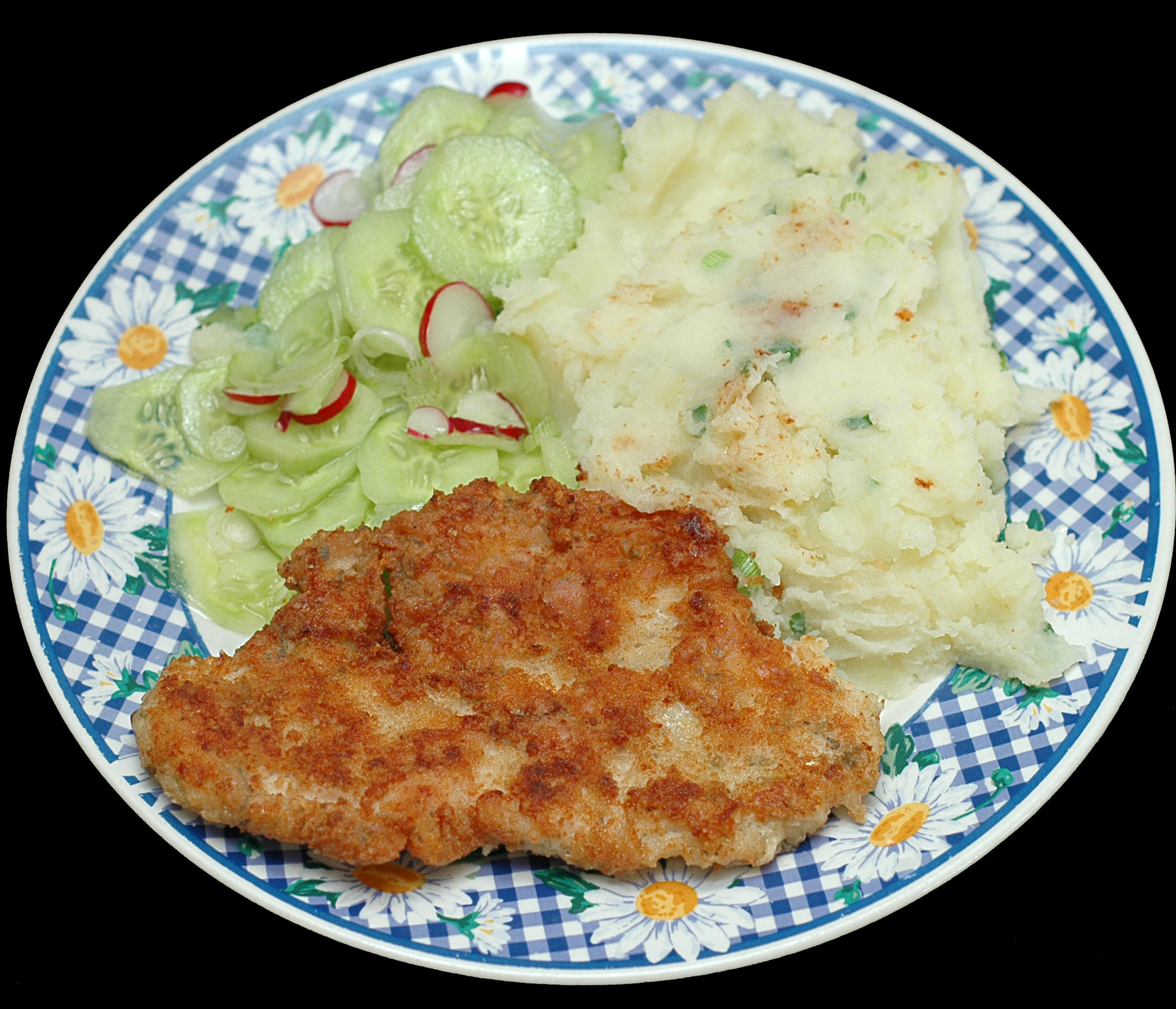
Kotlet z indyka z ziemniakami i surówką

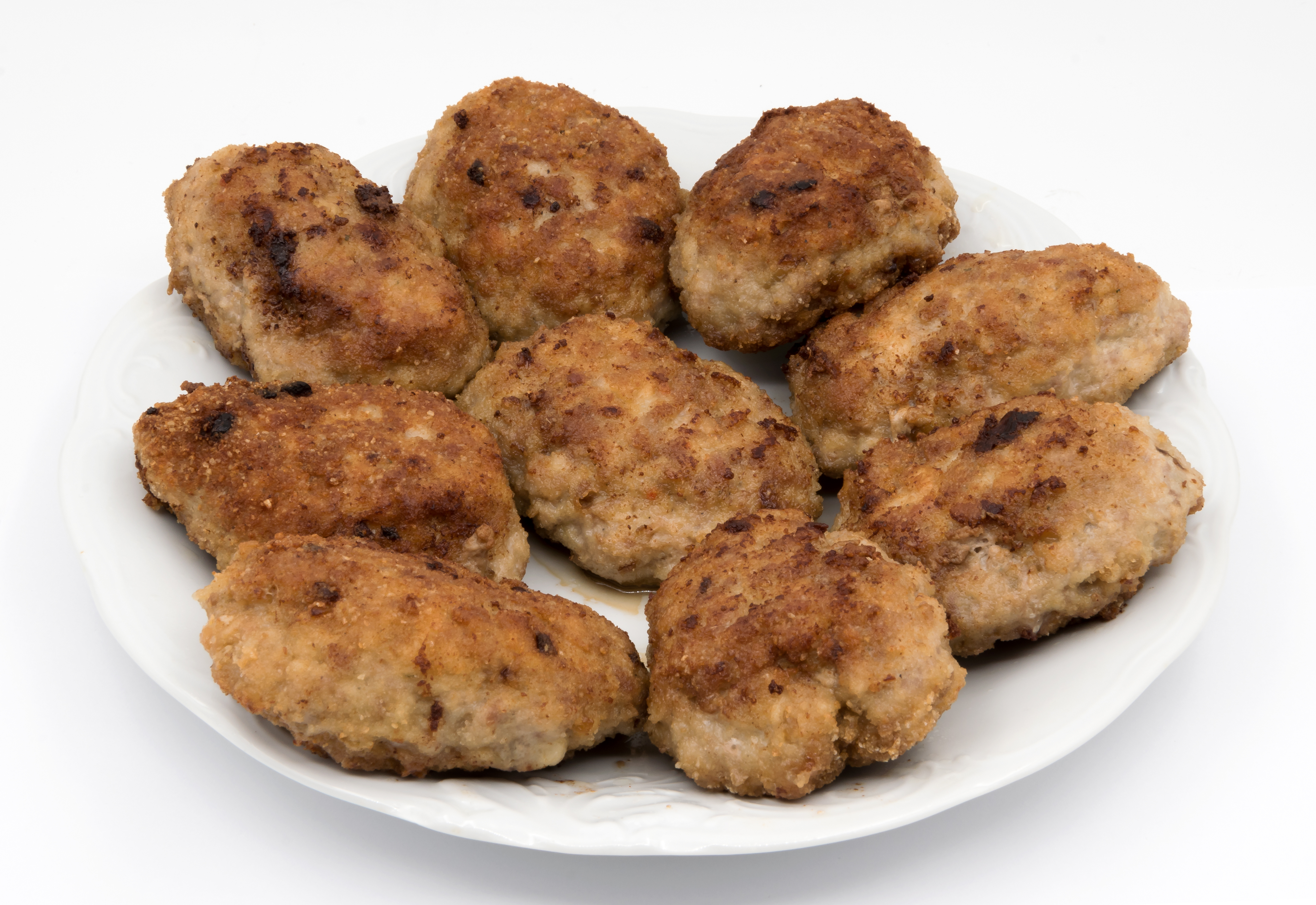
Kotlety mielone

Kotlet (fr. côtelette – żeberko) – potrawa, najczęściej mięsna (choć występują też odmiany wegetariańskie i wegańskie), smażona zazwyczaj na patelni przy użyciu niewielkiej ilości tłuszczu. Kotlety przygotowuje się z mięsa: wieprzowego, wołowego, cielęcego i drobiowego, rzadziej z innych rodzajów mięsa lub ryb, a także z ziemniaków (kotlety ziemniaczane), warzyw, soi, jajek itd.
W kuchni polskiej popularnością cieszą się kotlety mielone oraz kotlety schabowe (w różnych wariantach, np. z kością lub bez kości), podawane często z ziemniakami i kiszoną kapustą. Inne rodzaje: sznycle, kotlety pożarskie, kotlety de volaille itd.